# Velké Opatovice
Velké Opatovice (niem. Groß Opattowitz) − miasto w Czechach, w kraju południowomorawskim.
Według danych z 31 grudnia 2003 powierzchnia miasta wynosiła 2 593 ha, a liczba jego mieszkańców 4 169 osób.

## Demografia
| Rok             | 1970  | 1980  | 1991  | 2001  | 2003  |
| --------------- | ----- | ----- | ----- | ----- | ----- |
| Liczba ludności | 3 580 | 4 271 | 4 007 | 4 192 | 4 169 |

Źródło: Czeski Urząd Statystyczny